# Кареев, Николай Иванович
Никола́й Ива́нович Каре́ев  (24 ноября [6 декабря] 1850, Москва — 18 февраля 1931, Ленинград) — русский и советский историк, философ

, социолог и педагог. Член-корреспондент Санкт-Петербургской академии наук (1910), почётный член Академии наук СССР (1929).

## Биография
Из дворянского рода, ведущего происхождение от Едигея-Карея, по преданию выехавшего в XIII веке из Золотой Орды в Рязань. Родился в 1850 году в Москве. Детские годы провёл в деревне Аносово Смоленской губернии.

Мой дед со стороны отца (звали его Василий Елисеевич) был генералом и занимал должность полкового командира, когда умер ещё в сороковых годах в Москве, где и поселилась его жена и где в её доме 24 ноября 1850 года я увидел свет в день именин матери.— Кареев Н. И. Прожитое и пережитое. Л., 1990. С. 48
В 1869 году окончил Пятую московскую гимназию и поступил в Императорский Московский университет. В 1873 году окончил курс по историко-филологическому факультету Московского университета, причём первоначально он выбрал славяно-русское отделение и академика Ф. И. Буслаева как научного руководителя, но под влиянием лекций и семинаров В. И. Герье на четвёртом курсе перешёл на историческое отделение. Оставленный при университете для приготовления к профессорскому званию, он состоял, вместе с тем, учителем истории в 3-й московской гимназии.
Выдержав в 1876 году магистерский экзамен, получил заграничную командировку, которою воспользовался для написания магистерской диссертации («Крестьяне и крестьянский вопрос во Франции в последней четверти XVIII века». M., 1879), защищенной им в 1879 году. В 1878—1879 годах по приглашению историко-филологического факультета Московского университета Н. И. Кареев читал курс истории XIX века в качестве стороннего преподавателя, а с осени 1879 года по конец 1884 года состоял экстраординарным профессором Варшавского университета, откуда также получил заграничную командировку для приготовления докторской диссертации («Основные вопросы философии истории», М., 1883). Сочинение это вызвало большую полемику, на которую Кареев отозвался книгой — «Моим критикам». Варшава, 1883.
В начале 1885 год переехал в Санкт-Петербург, где получил кафедру сначала в Александровском лицее, а потом в Санкт-Петербургском университете и на Высших женских курсах. В 1889 году участвовал в основании Исторического общества при Петербургском университете, позже став его председателем (1890—1917), а также редактором издаваемого обществом «Исторического обозрения».

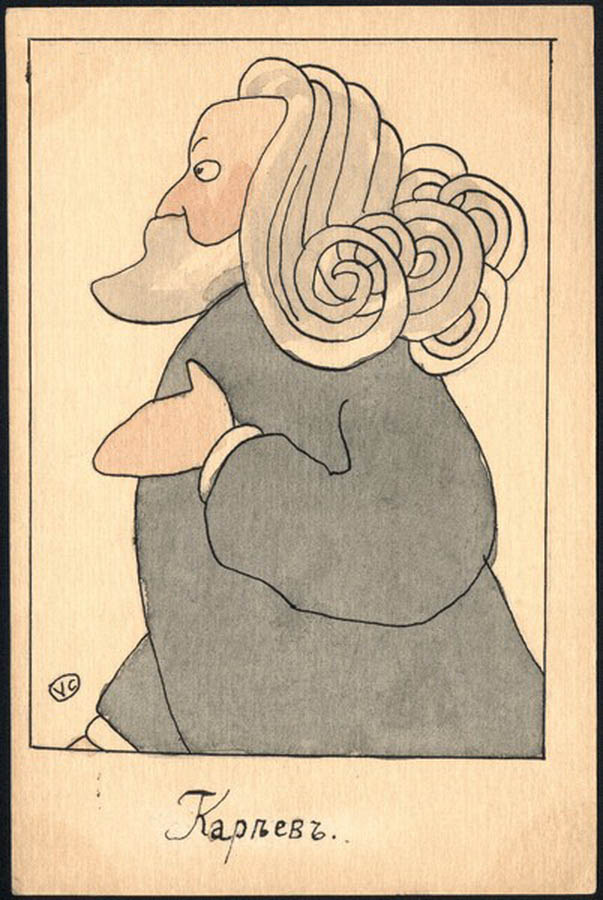
Член I-й Думы проф. Кареев. Рис. В. Каррика

Первый печатный труд Кареева — «Фонетическая и графическая система древнего эллинского языка» — вышел в свет в 1868 году. С 1896 года преподавал историю на Курсах воспитательниц и руководительниц физического образования, возглавляемых Петром Францевичем Лесгафтом.
В сентябре 1899 года уволен без прошения по политическим причинам от должности профессора в Петербургском университете (возобновил преподавание в 1906 году) и на Высших женских курсах, но продолжил преподавать в Александровском лицее. С 1902 года читал лекции на экономическом отделении Петербургского политехнического института. Вместе с Петербургским университетом Кареев покинул и Комитет общества нуждающимся студентам. Деятельное участие принимал в Союзе взаимопомощи русских писателей (1897—1901 гг.); в основавшемся в 1905 г. Союзе деятелей высшей школы состоял председателем «академической комиссии», разрабатывающей основные вопросы строя и быта высших учебных заведений и работал в комитете Литературного фонда (в 1909 г. — председатель комитета), равно как в отделе для содействия самообразованию, где с самого начала состоял фактическим председателем. С 1904 года состоял гласным Петербургской городской думы. Одно время был редактором исторического отдела Энциклопедического словаря Брокгауза и Ефрона.

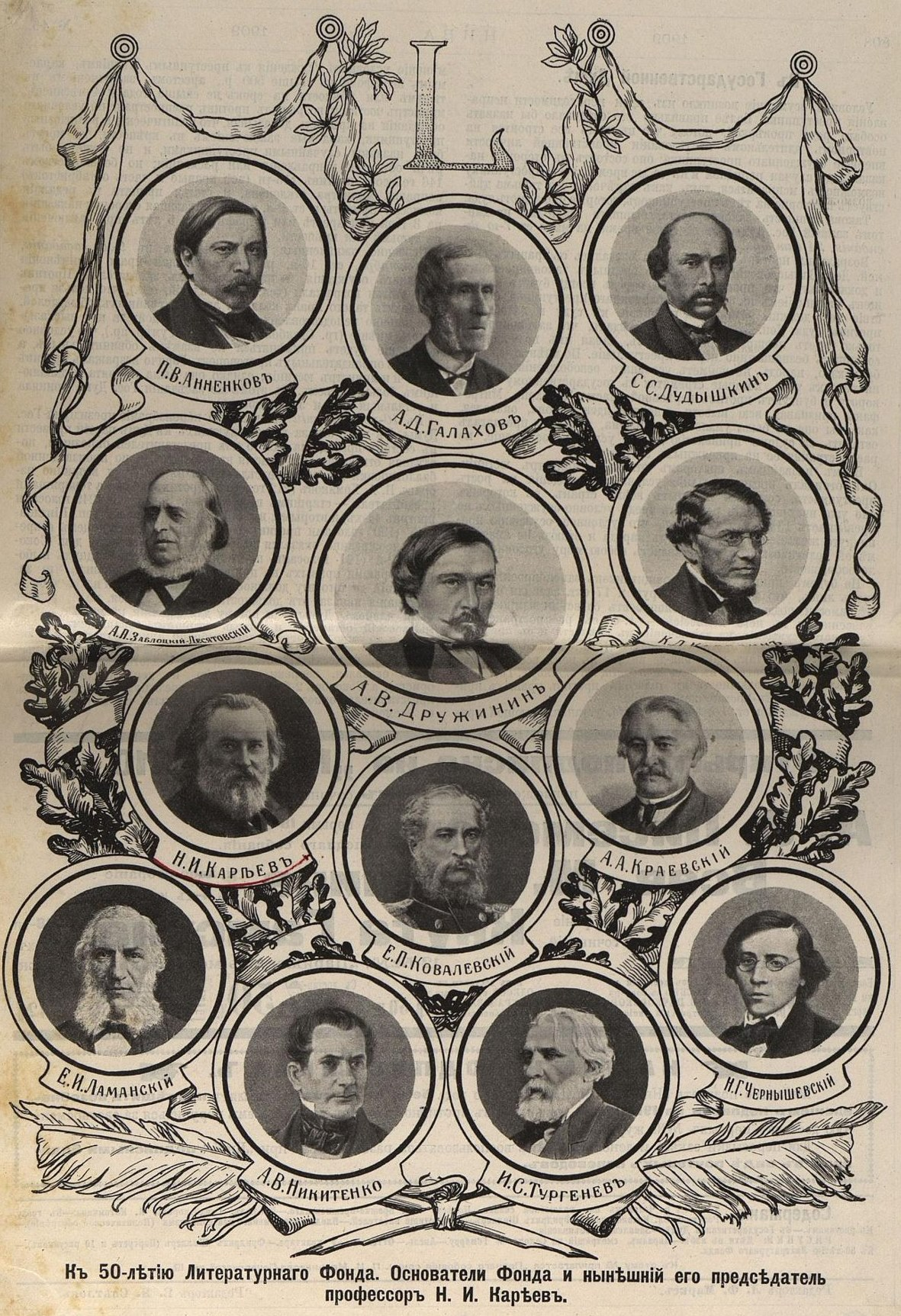
К 50-летию Литературного фонда. Основатели фонда и нынешний председатель профессор Н. И. Кареев. Коллаж 1909 года.

8 января 1905 года участвовал в депутации из десяти человек (Максим Горький, А. В. Пешехонов, Н. Ф. Анненский, И. В. Гессен, В. А. Мякотин, В. И. Семевский, К. К. Арсеньев, Е. И. Кедрин, Н. И. Кареев и рабочий-гапоновец Д. Кузин), явившейся к министру внутренних дел П. Д. Святополк-Мирскому с требованием отмены некоторых предпринимаемых военных мер. Святополк-Мирский отказался принять эту депутацию. Тогда депутация явилась на приём к С. Ю. Витте, убеждая его принять меры, чтобы царь явился к рабочим и принял гапоновскую петицию. Витте отказался, ответив, что он совсем не знает этого дела, и что оно до него совсем не касается. После событий 9 января 1905 года Кареев был подвергнут 11-дневному заточению в Петропавловской крепости.
Во время Революции 1905—1907 годов вошёл в ряды кадетской партии и был избран членом Первой Государственной думы. Отстаивал переход России к парламентской демократии, выступал в защиту прав и свободы личности, ратовал за формирование правительства, ответственного перед Думой, за создание новой России, «которую точно так же должны будем любить, но Россию, которая будет существовать не сама для себя и не для охраны каких-либо исторических традиций — для своих граждан».
В июле—августе 1914 года пять недель находился в немецком плену. В середине сентября 1918 года был арестован вместе со всей семьёй в Зайцеве (в имении своего родственника О. П. Герасимова в Смоленской губернии), находился под домашним арестом пять дней.
18 октября 1930 года был подвергнут академиком Н. М. Лукиным критике на заседании методологической секции «Общества историков-марксистов» (А. К. Буржуазные историки в СССР (Доклад Н.М. Лукина в обществе историков-марксистов) // Красная газета. Вечерний выпуск. 1930. 26 декабря (№ 305); Буржуазные историки Запада в СССР (Тарле, Петрушевский, Кареев, Бузескул и другие) // Историк-марксист. 1931. Т. 21. С. 41—86. [Доклад Н. П. Фрейберг о Н.И. Карееве. С. 76—85]).
Скончался 18 февраля 1931 года в Ленинграде; похоронен на Смоленском православном кладбище.
Автор мемуаров «Прожитое и пережитое», которые были опубликованы только в 1990 году.

## Семья
- Жена — Софья Андреевна Линберг (1863—1926), дочь известного педагога, автора учебников географии и составителя географических атласов Андрея Леонардовича Линберга (1837—1904[12]). Её сестра Анна Андреевна была женой  известного педагога, товарища министра просвещения О. П. Герасимова.
  - Сын — Константин Николаевич Кареев (1883—1945), историк и статистик, подвергался арестам в 1928 и 1930 годах, находился в заключении и ссылке[13]. С 1914 года был женат на Елене Петровне Гиберман (в браке Кареева, 1887—1959)[14], дочери врача-гинеколога и переводчика Полины Израилевны Гиберман-Лурье; первым браком (1906—1910) Е. П. Гиберман была замужем за технологом Игнатием Бендитовичем Шаргеем (1873—1910) — до 1910 года в её семье воспитывался будущий учёный и изобретатель Александр Игнатьевич Шаргей.
  - Дочь — Елена Николаевна Верейская (1886—1966), была детской писательницей. Её муж, Георгий Семёнович Верейский, был художником-графиком, действительным членом Академии художеств СССР.
    - Внук — Николай Георгиевич Верейский (1912—1996), кандидат геолого-минералогических наук, участник Великой Отечественной войны.
    - Внук — Орест Георгиевич Верейский (1915—1993), художник-живописец, график, иллюстратор; народный художник СССР (1983), действительный член АХ СССР (1983).

## Научная деятельность
В творчестве Н. И. Кареева можно выделить три темы, перекликающиеся с работами его учителя, В. И. Герье:
1. Французская революция;
2. русско-польские отношения;
3. проблемы философии истории.

В бытность свою студентом Кареев сотрудничал в воронежских «Филологических записках» и в «Знании», после чего не переставал писать во многих журналах. Первые большие работы свои Кареев посвятил истории французского крестьянства (упомянутая магистерская диссертация и «Очерк истории франц. крестьянства», 1881).
А. М. Воден вспоминал, что во время одной из своих встреч с Энгельсом в 1893 году, «когда я воспроизвел плехановские отзывы о трудах Н. И. Кареева, Энгельс подвел меня к одному из книжных шкафов, показал экземпляр диссертации Кареева о крестьянском вопросе во Франции, полученный Марксом от автора, сказал, что и Маркс, и он лично признали этот труд очень добросовестным, и посоветовал мне — да и Плеханову — принять это к сведению, какова бы ни была неясность почтенного историка в принципиальных и даже методологических вопросах».
Во время пребывания в Варшаве Кареев занялся польской историей, результатом чего было появление нескольких книг и статей по этому предмету («Падение Польши в исторической литературе», 1889; «Очерк истории реформационного движения и католической реакции в Польше», 1886; «Исторический очерк польского сейма», 1888; «Польские реформы XVIII в.», 1890; «Causes de la chute de la Pologne», 1893, и др.); некоторые из этих сочинений появились в польских переводах.
Третью категорию работ Кареева составляют «Основные вопросы философии истории» (2-е изд. 1887), третий том которых вышел под заглавием «Сущность исторического процесса и роль личности в истории» (1890), а также целый ряд историко-философских и социологических журнальных статей (часть их собрана в книге «Историко-философские и социологические этюды», 1895). Кареев одним из первых предпринял попытку осмысления исторического развития социологии в России, обращая внимания на закономерности этой отрасли социального знания, обусловленные не только общемировыми тенденциями, но и исключительно специфическими для России. Входил, наряду с И. В. Лучицким, М. М. Ковалевским и П. Г. Виноградовым, в знаменитую в своё время «Русскую школу» («École russe») историков и социологов, которую высоко ценили К. Маркс и Ф. Энгельс. Последний отмечал, что ей свойственны «и критическая мысль и самоотверженные искания в области чистой теории», что она «стоит бесконечно выше всего того, что создано в этом отношении в Германии и Франции официальной исторической наукой». Однако в советское время её критиковали за «субъективно-психологический подход» к анализу общества и его истории.
Автор курса «История Западной Европы в новое время» (т. 1—7, 1892—1917). В 1911—1915 годах приступил к разработке истории парижских революционных секций. В 1924—1925 годах опубликовал трёхтомную работу «Историки французской революции» — первый сводный обзор историографии Великой французской революции не только в русской, но и в зарубежной литературе. Четвертый том увидел свет только в 1998 г. (Французская революция в философии истории (Историки Французской революции. Т. IV) / Подг. текста, вступ. ст. В.П. Золотарева и Г.В. Аксеновой. Сыктывкар: СыктГУ. 1998. 215 с.)
Николай Кареев изменил практику передачи имен европейских монархов. До Кареева существовала традиция именования монархов, введенная медиевистом Тимофеем Грановским. В лекциях в Московском университете в 1849—1850 годах Грановский постоянно называл императоров Священной Римской империи Генрихами, английских правителей Генрихами, Иоаннами, Карлами, Вильгельмами, французских монархов — Генрихами, Иоаннами, Карлами, Людовиками и Францами. Кареев в «Истории Западной Европы в Новое время» изменил передачу некоторых имен европейских монархов: Людвиги (включая Людвига Баварского) стали Людовиками, а Францы были переименованы во Францисков.
Являлся редактором отдела всеобщей истории ЭСБЕ (Подробнее см.: * Филимонов В. А. Антиковеды — авторы «Энциклопедического словаря Брокгауза и Ефрона» в коммуникативном пространстве Н. И. Кареева // Диалог со временем. Альманах интеллектуальной истории — Вып. 41. М.: ИВИ РАН, 2012. — С. 129—164). Пригласил своего учителя В. И. Герье для написания статей в словарь.
Другие важные сочинения Н. И. Кареева:
- «Философия культурной и социальной истории нового времени», 1893
- «Монархии древнего Востока и греко-римского мира»
- «Введение в изучение социологии»
- «Старые и новые этюды об экономическом материализме»
- «Политическая история Франции в XIX в.»
- «Общий ход всемирной истории»
- «Polonica» (сборник статей по польским делам).

Специально предназначенные для молодёжи сочинения:
- «Письма к учащейся молодежи о самообразовании» (1894)
- «Беседы о выработке миросозерцания»
- «Мысли об основах нравственности»
- «Мысли о сущности общественной деятельности»
- «Идеалы общего образования»
- «Выбор факультета и прохождение университетского курса»

Также Н. И. Кареев был автором «Учебных книг» по древней, средней и новой истории, «Главных обобщений всемирной истории» (учебное пособие), которые неоднократно переиздавались.

## Память
Имя Н. И. Кареева носят Всероссийский конкурс научных работ студентов, аспирантов и молодых учёных в области социологии (Российская социологическая ассоциация; социологический факультет МГУ) и Петербургские кареевские чтения по новистике.